# Episodi di Baby Boss - Di nuovo in affari (prima stagione)
La prima stagione di Baby Boss - Di nuovo in affari negli USA è stata distribuita il 6 aprile 2018 su Netflix.
In Italia è stata distribuita su Netflix dal 6 aprile 2018.
| Nº | Titolo originale                                           | Titolo italiano                                              | Prima TV USA  | Prima TV Italia |
| -- | ---------------------------------------------------------- | ------------------------------------------------------------ | ------------- | --------------- |
| 1  | Scooter Buskie                                             | Scooter Buskie                                               | 6 aprile 2018 | 6 aprile 2018   |
| 2  | Cat's in the Cradle                                        | Non dire gatto se non ce l'hai nel sacco                     | 6 aprile 2018 | 6 aprile 2018   |
| 3  | Family Fun Night                                           | Divertimento in famiglia                                     | 6 aprile 2018 | 6 aprile 2018   |
| 4  | Formula for Menace: A Dekker Moonboots Mystery             | La formula di una minaccia: un mistero per Dekker Stralunato | 6 aprile 2018 | 6 aprile 2018   |
| 5  | Monster Machine                                            | Un mostro sacro                                              | 6 aprile 2018 | 6 aprile 2018   |
| 6  | The Constipation Situation                                 | Una questione di costipazione                                | 6 aprile 2018 | 6 aprile 2018   |
| 7  | The Boss Babysitter                                        | Babysitter Boss                                              | 6 aprile 2018 | 6 aprile 2018   |
| 8  | Into the Belly of the Den of the House of the Nest of Cats | Nella pancia della tana della casa del nido dei gatti        | 6 aprile 2018 | 6 aprile 2018   |
| 9  | Spirit Day                                                 | Il giorno dell'armonia                                       | 6 aprile 2018 | 6 aprile 2018   |
| 10 | Par Avion                                                  | Per via aerea                                                | 6 aprile 2018 | 6 aprile 2018   |
| 11 | Cat Cop!                                                   | Gattabuia!                                                   | 6 aprile 2018 | 6 aprile 2018   |
| 12 | Hang in There, Baby                                        | Tieni duro, baby!                                            | 6 aprile 2018 | 6 aprile 2018   |
| 13 | Six Well-Placed Kittens                                    | Sei mici ben piazzati                                        | 6 aprile 2018 | 6 aprile 2018   |